# 扬内·科林
扬内·科林（丹麥語：Janne Kolling，1968年7月12日—），丹麦前女子手球运动员。她曾代表丹麦国家队参加1996年和2000年夏季奥林匹克运动会手球比赛，两届比赛均获得金牌。